# Sumar (Pays-Bas)
Pour les articles homonymes, voir Sumar.

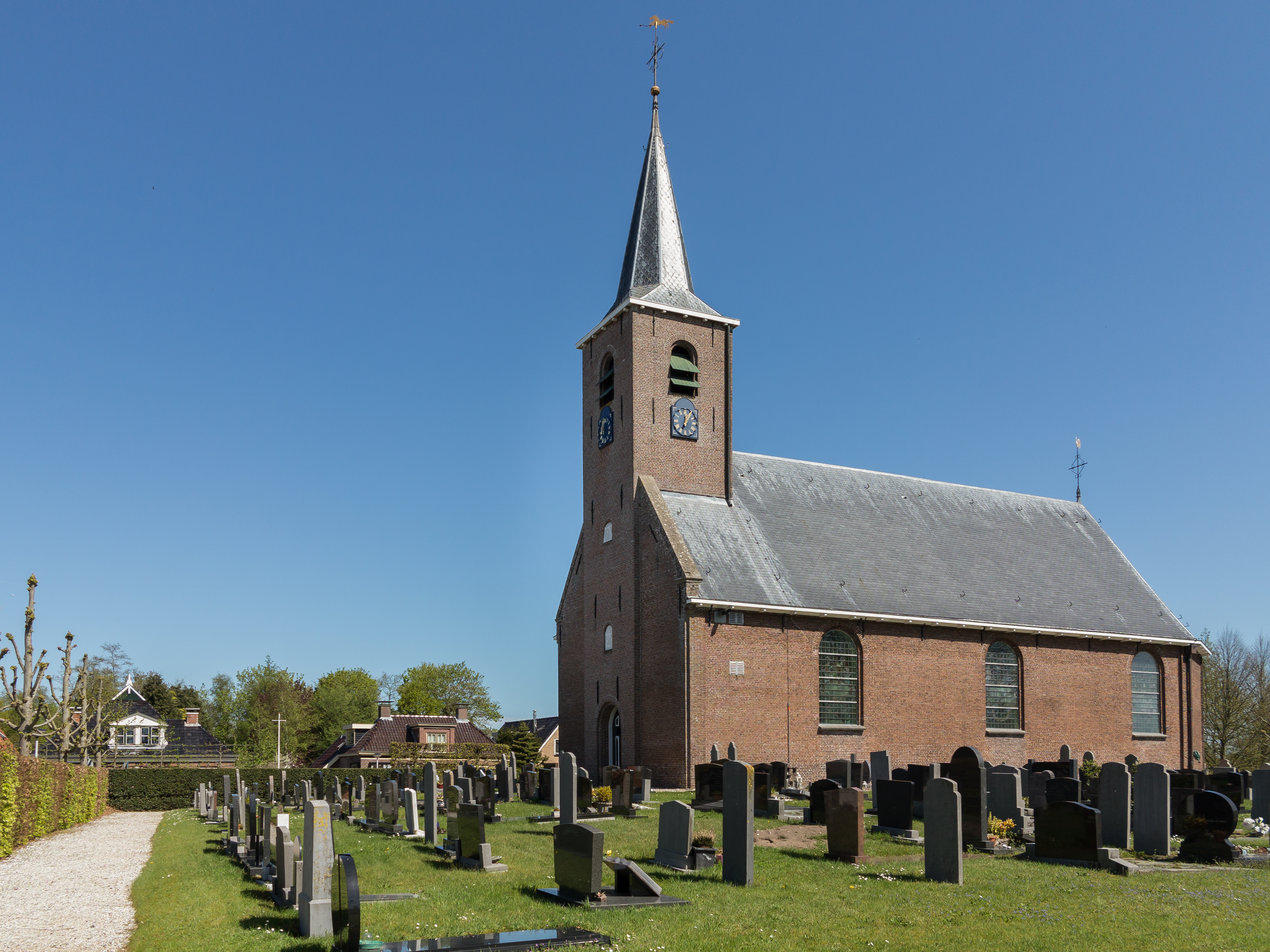
Sumar, église: de Dorpskerk

Sumar est un village situé dans la commune néerlandaise de Tytsjerksteradiel, dans la province de la Frise. Son nom en néerlandais est Suameer. Le 1er janvier 2009, le village comptait 1 376 habitants.